# Pochyły Pal
Pochyły Pal – skała w orograficznie lewych zboczach Doliny Będkowskiej na Wyżynie Olkuskiej będącej częścią Wyżyny Krakowsko-Częstochowskiej. Administracyjnie znajduje się we wsi Będkowice w województwie małopolskim, w powiecie krakowskim, w gminie Wielka Wieś.
Pochyły Pal znajduje się w grabowo-bukowym lesie w górnej części orograficznie prawych zboczy Wąwozu Granicznego będącego lewym odgałęzieniem Doliny Będkowskiej. Jak wszystkie skały Doliny Będkowskiej zbudowana jest z wapienia. Nie zainteresowała wspinaczy skalnych, jej nazwę wymienia tylko Geoportal.

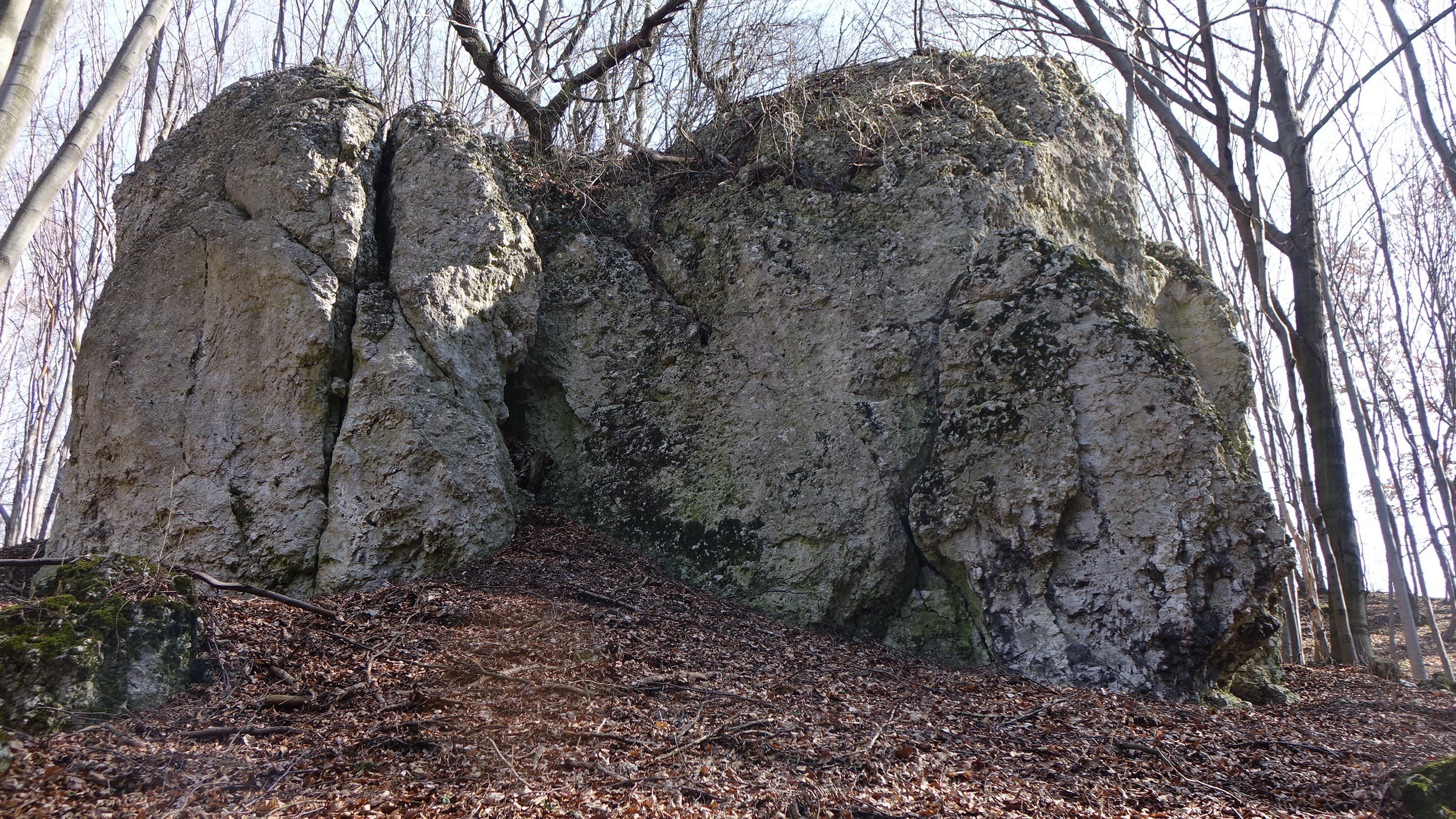
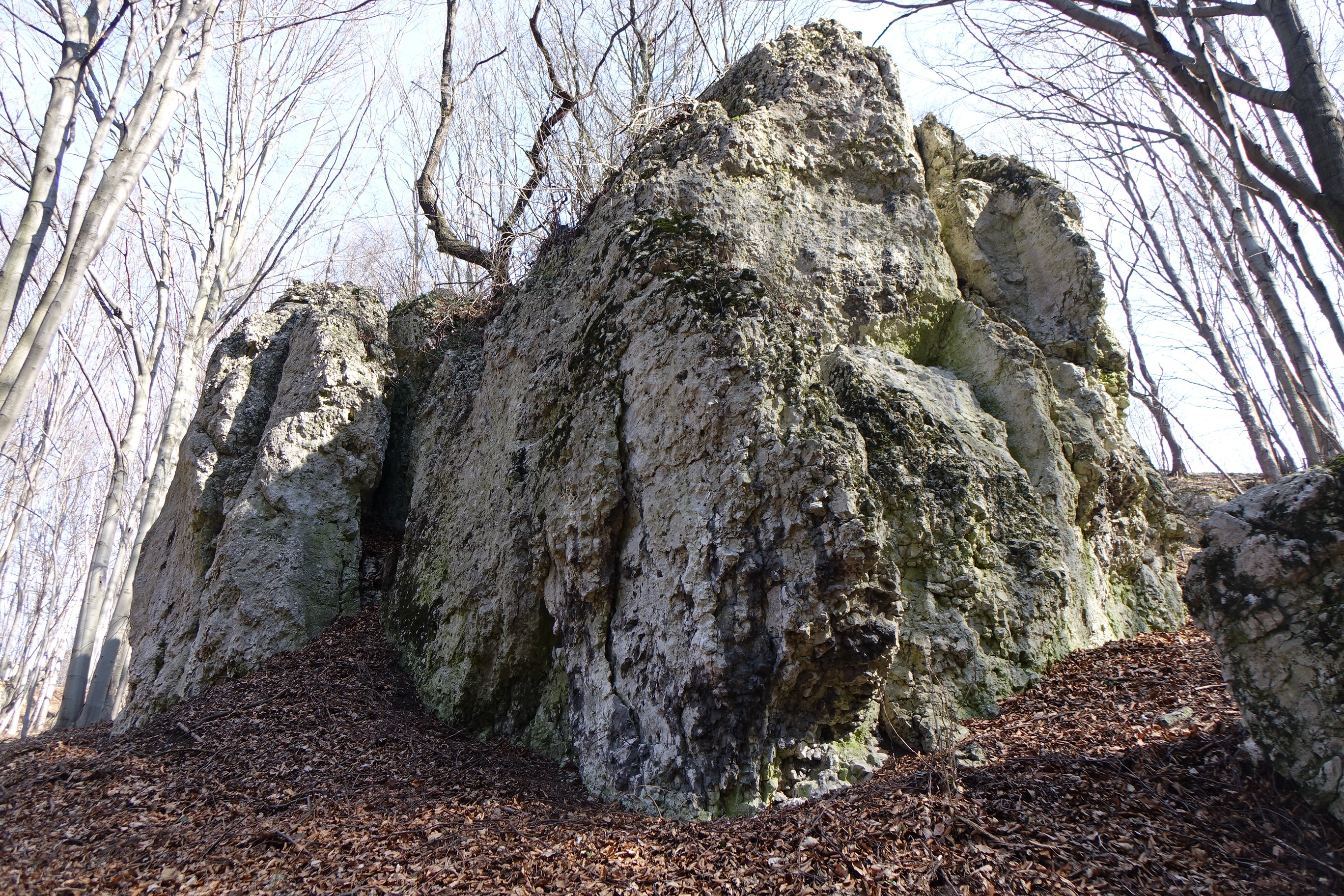
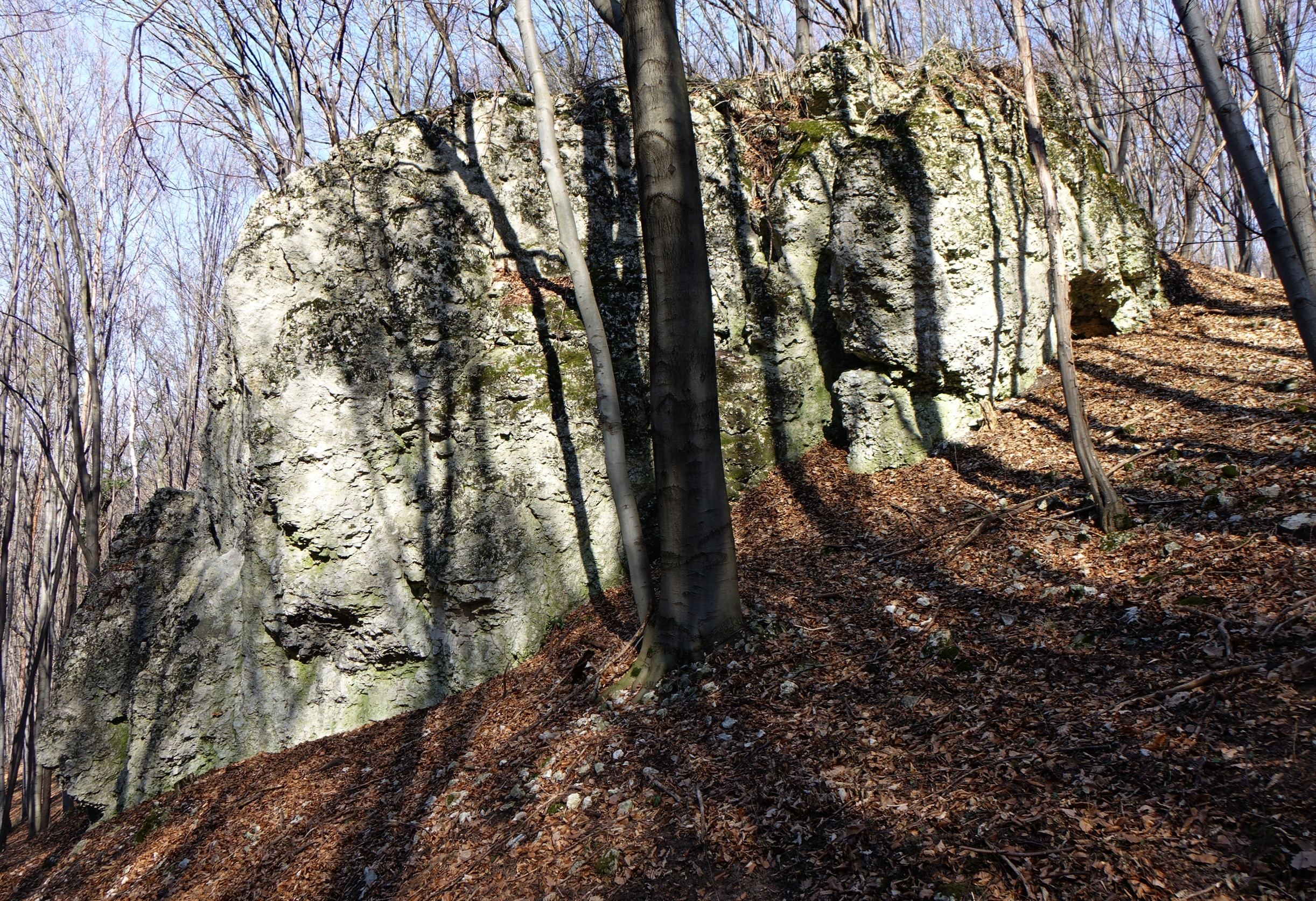
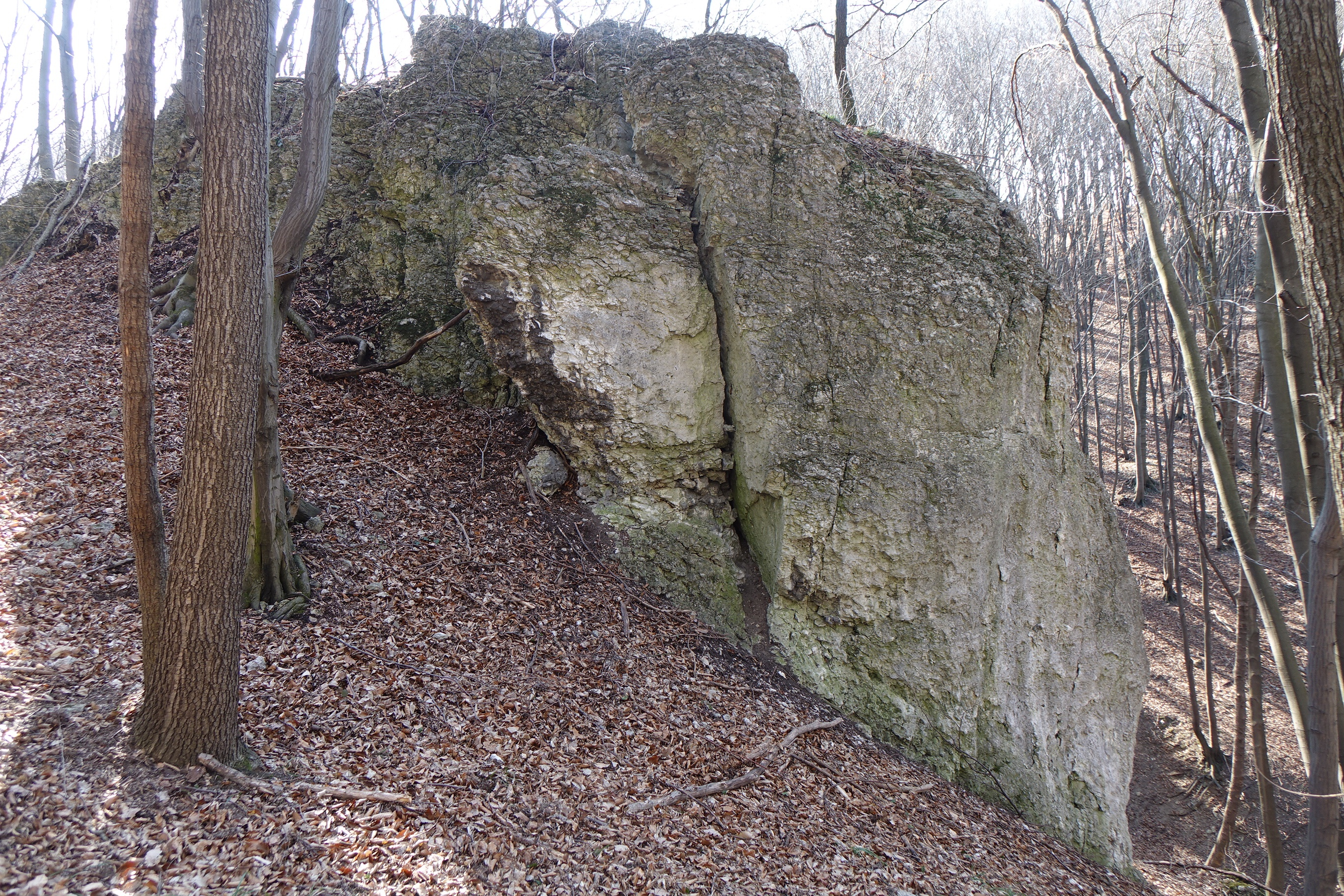